# Porwanie Europy (obraz Bernarda Strozziego)
Porwanie Europy – obraz włoskiego malarza barokowego Bernarda Strozziego. Motyw obrazu nawiązuje do mitu opowiadającego o miłości Zeusa do fenickiej księżniczki Europy. Zeus, zakochawszy się w Europie, przybrał postać białego byka i zjawił się na łące, miejscu zabaw księżniczki i jej towarzyszek. Europa, uwiedziona łagodnością i delikatnością byka, usiadła na jego grzbiecie, a ten, wykorzystując to, zerwał się do ucieczki, przepłynął morze i zatrzymał się dopiero w grocie położonej na wyspie Krecie.

Ona widząc, że brzeg się oddala, przelękła się, jedną ręką za rogi się trzyma, drugą za grzbiet. Drży z lęku, a wiatr rozwiewa jej szaty. (Owidiusz, Metamorfozy)

Obraz powstał pod wpływem wcześniejszego dzieła o tym samym tytule autorstwa Paola Veronese. Do wcześniejszego dzieła nawiązuje podobną kompozycją, bogatą formą i bogactwem strojów. Również w pejzażu można dopatrzyć się podobieństwa z dziełem Veronesa, co tym samym czyni je jedno z najbardziej weneckich dzieł Strozziego.